# Duidagrästangara
Duidagrästangara (Emberizoides duidae) är en fågel i familjen tangaror inom ordningen tättingar.

## Utbredning
Fågeln förekommer i tepuier i södra Venezuela (Cerro Duida i Amazonas).

### Familjetillhörighet
Liksom andra finkliknande tangaror placerades denna art tidigare i familjen Emberizidae. Genetiska studier visar dock att den är en del av tangarorna.

## Status
IUCN placerar arten i kategorin kunskapsbrist.

## Namn
Fågelns svenska och vetenskapliga artnamn syftar på berget Cerro Duida i delstaten Amazonas i Venezuela.